# Hagans
La Hagans era una società tedesca, con sede a Erfurt, che fra il 1857 e il 1928 realizzò più di mille locomotive a vapore per il mercato europeo.

## Settori di attività
La fabbrica tedesca improntò la produzione alla realizzazione di locomotive a vapore per i mercati tedeschi e per quelli europei, soprattutto nel settore delle ferrovie regionali.
Un peculiare progetto Hagans fu quello di una locomotiva a vapore articolata costituita da due semitelai accoppiati mediante bilanciere, azionata da due gruppi di cilindri; alcuni esempi sono costituiti dal gruppo VIIId del Baden, e dalle T13 e T15 prussiane.
Fra le unità di tipo tranviario prodotte figurarono quelle per la Compagnia Generale dei Tramways Piemontesi, concessionaria di un'estesa rete di tranvie in tale regione, dagli eredi del cavalier Giovanni Colli per il servizio sulla tranvia Torino-Rivoli, per la Società Anonima per il Tramway Monza-Casatenovo-Monticello-Barzanò, che eserciva la tranvia Monza-Barzanò-Oggiono, per la tranvia Milano-Saronno-Tradate, per la Società Anonima delle Tramvie a Vapore della Provincia di Alessandria, per la Tramways à Vapeur de la Province de Brescia e per le linee Mondovì-San Michele e Fossano-Mondovì-Villanova.

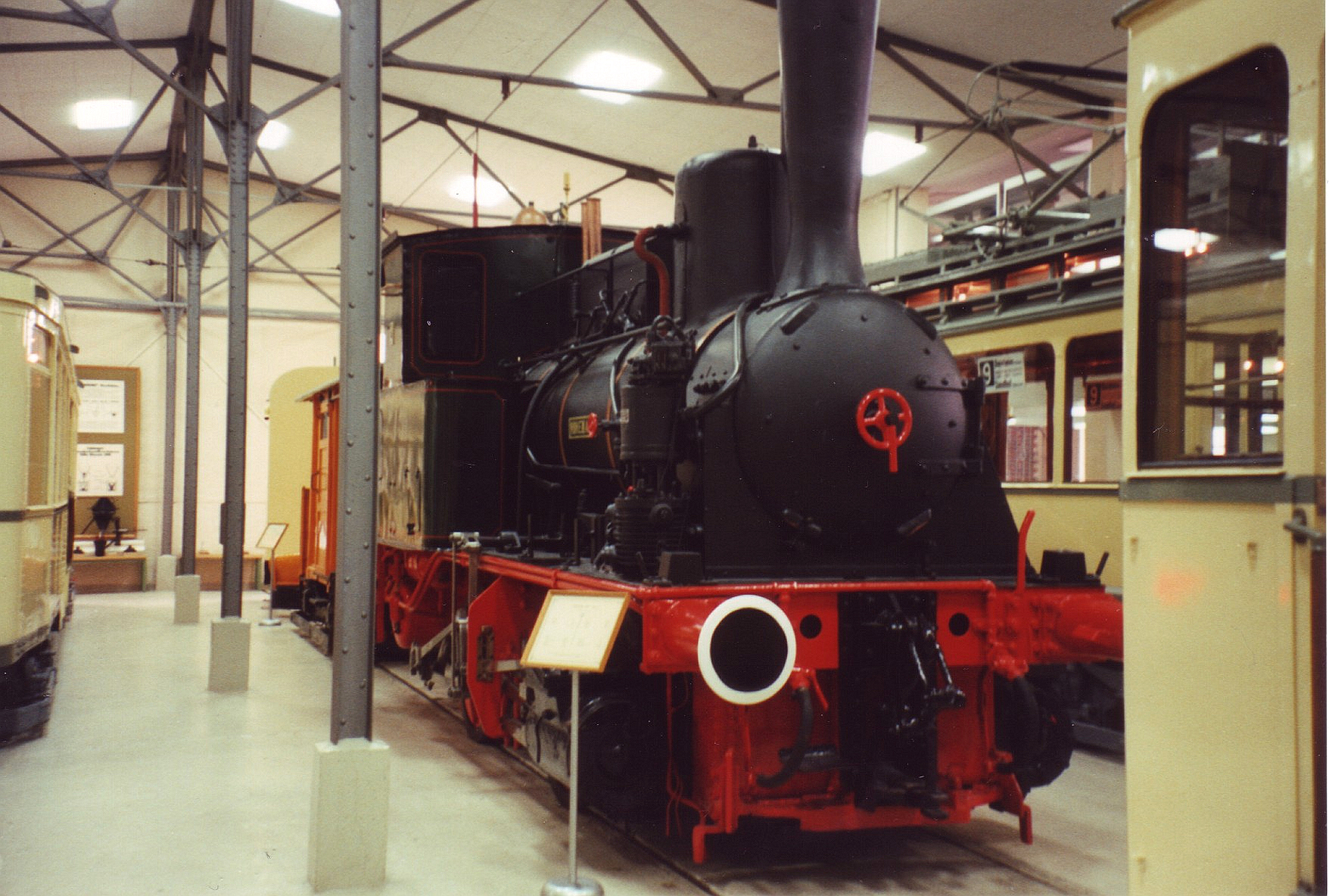
Locomotiva Hohemark conservata presso il museo di Francoforte sul Meno

Poche locomotive Hagans si sono conservate in Germania e Slovacchia:
- U 36.003 (numero di fabbrica 174, costruzione 1884), ex n. 3 della Göllnitztalbahn, in servizio presso la ferrovia didattica Kindereisenbahn di Košice
- Hohemark (numero di fabbrica 438, costruzione 1900), n. 2 della Frankfurter Lokalbahn, presso il Verkehrsmuseum di Francoforte sul Meno
- 89 7462 (numero di fabbrica 499, costruzione 1904) tipo prussiano T 3, presso il museo delle DB di Coblenza, dal 1960 al 2000 monumento presso lo zoo di Colonia
- DR 80 013 (numero di fabbrica 1227, costruzione 1927) conservata non operativa presso il Museo tedesco delle locomotive a vapore di Neuenmarkt-Wirsberg
- DR 80 014 (numero di fabbrica 1228, costruzione 1927) conservata non operativa presso il Süddeutschen Eisenbahnmuseum di Heilbronn

## Storia

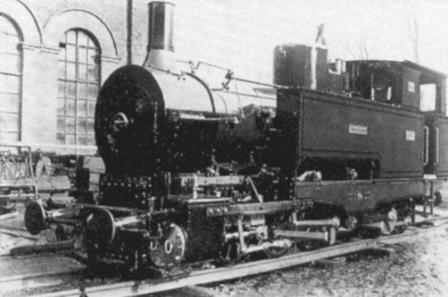
Locomotiva Hagans T 36

Il 1 luglio 1857 Christian Hagans inaugurò a Erfurt un opificio su una superficie all'angolo fra la Kartäuserstraße e Dalbergsweg, che nel mese di ottobre si arricchì di una fonderia e l'anno successivo di un'officina meccanica.
Inizialmente la produzione comprendeva prodotti come ingranaggi, cuscinetti e pulegge; dal 1870 fu avviata la produzione di pezzi di ricambio per locomotive a vapore e la costruzione di caldaie per tali veicoli. Nel novembre del 1872, dopo quattro mesi di costruzione, uscì di fabbrica la prima locomotiva, un'unità a scartamento ridotto 785 millimetri destinata alla rete secondaria della Slesia.
Le modeste dimensioni dell'impianto penalizzavano peraltro le attività di Hagans, come nel caso della commessa di costruzione di locomotive della classe T 15 ottenuta per conto della Henschel & Sohn senza averne la necessaria capacità produttiva, e in particolare nessun raccordo. Tali locomotive, dalla massa di 35 tonnellate, dovevano essere trasportate mediante carrelli stradali trainati da cavalli fino allo scalo merci di Erfurt. Nel 1903 fu dunque impiantato un nuovo stabilimento di produzione nella frazione di Ilversgehofen, raccordato con la stazione ferroviaria di Erfurt Nord. Grazie al venir meno delle limitazioni di peso fu possibile avviare la produzione di locomotive di maggiori dimensioni, iniziata nel 1905 con le prussiana T 9.3. Al 1913 risultavano costruite dalla Hagans 204 unità del gruppo T9, la serie più numerosa fra quelle realizzate da tale produttore.
Il 30 giugno 1915, con effetto dal 1 aprile 1916 l'azienda acquisì la Maschinenfabrik Buckau R. Wolf AG, fabbrica fondata dai figli di Hagans, Otto e Friedrich. La produzione aumentò conseguentemente concentrandosi negli anni successivi sulle forniture per le ferrovie dello Stato prussiano KPEV.
Nel periodo 1924-1928 tuttavia la stessa scese a sole 25 unità, conducendo alla chiusura dell'impianto di Erfurt, avvenuta nell'agosto 1928. Fino ad allora le officine Hagens avevano prodotto 1251 locomotive: l'unità con il numero di costruzione 500, una macchina del tipo T3, era stata consegnata 29 marzo 1904, quella con il numero 1000, una P 8, il 17 dicembre 1920.
L'ultima unità Hagans fu una locomotiva della serie 64 per le Deutsche Reichsbahn. A determinare la chiusura fu un accordo stipulato fra la stessa R. Wolf AG e la Henschel & Son. Henschel, che acquisì le commesse della Hagans per consentire alla prima di avviare la produzione di locomobili.